# Montlevicq
Montlevicq – miejscowość i gmina we Francji, w Regionie Centralnym, w departamencie Indre.
Według danych na rok 1990 gminę zamieszkiwało 129 osób, a gęstość zaludnienia wynosiła 7 osób/km² (wśród 1842 gmin Regionu Centralnego Montlevicq plasuje się na 1008. miejscu pod względem liczby ludności, natomiast pod względem powierzchni na miejscu 723.).